# Khulna Tigers
Die Khulna Tigers sind eine Cricketmannschaft in Khulna. Das Franchise spielt seit der Saison 2012/13 in der Bangladesh Premier League (BPL).

## Geschichte
Bei der Versteigerung der Franchises am 10. Januar 2012 erzielte das Team den zweithöchsten Preis, als es für 1,1 Millionen US-Dollar an die Orion Group verkauft wurde. Bei der Spielerauktion vor der ersten Saison war die wichtigste Erwerbung Nasir Hossain. In der ersten Saison 2012/13 konnte das Team, das als Khulna Royal Bengals antrat, mit sechs Siegen als Zweiter der Gruppenphase abschließen. Im Halbfinale gegen Dhaka Gladiators unterlagen sie trotz 89* Runs von Shakib Al Hasan mit 9 Runs.
In der zweiten Saison 2013/14 konnte man in der Vorrunde nur 3 Siege erzielen und wurde damit Gruppenletzter.
Nach einer zweijährigen Pause wurden neue Franchisenehmer bestimmt und es fand sich niemand, der Khulna weiterführen wollte.
Zur nächsten Saison erhielten sie einen neuen Besitzer und gaben sich den Namen Khulna Titans. In der Spielerauktion war Lendl Simmons der wichtigste Neuzugang. In der vierten Saison 2016/17 belegten sie in der Gruppenphase den dritten Platz und standen so im Halbfinale. Dort verloren sie gegen die Dhaka Dynamites mit 54 Runs. In der darauf folgenden Vorschlussrunde konnten sie sich nicht gegen die Rajshahi Kings durchsetzen und schieden so aus dem Turnier aus.
Die fünfte Saison der BPL 2017/18 führte für Khulna dazu, dass sie mit einem Dritten Platz sich für die Playoffs qualifizierten. Dort trafen sie im Halbfinale auf den späteren Sieger Rangpur Riders, gegen die sie klar mit 8 Wickets unterlagen.
In der sechsten Saison der BPL 2018/19 erzielte Rangpur den siebten Platz in der Gruppenphase.
Da sich das Bangladesh Cricket Board nicht mit den Franchise-Nehmern über einen neuen Vertrag einigen konnte, wurde das Franchise für die neue Saison direkt vom Verband geführt. Für die neue Saison sicherte sich das Team Mushfiqur Rahim in der Spielerauktion. In der siegten Saison 2019/20 konnten sie auf Grund einer besseren Net Run Rate als Rajshahi und Chattogram den Gruppensieg in der Vorrunde sichern. Dies ermöglichte ihnen im Halbfinale gegen Rajshahi anzutreten, was sie auf Grund von 6 Wickets für 17 Runs von Mohammad Amir mit 27 Runs gewannen. Im Finale trafen sie dann abermals auf Rajshahi, unterlagen jedoch dieses Mal mit 21 Runs.

## Abschneiden in der BPL
Das Team schnitt in der BPL wie folgt ab:
| Jahr    | Spiele | Siege | Niederlagen | No Result | Endplatzierung (Vorrunde) |
| ------- | ------ | ----- | ----------- | --------- | ------------------------- |
| 2012/13 | 10     | 6     | 4           | 0         | Halbfinale (2/6)          |
| 2013/14 | 12     | 3     | 9           | 0         | Vorrunde (7/7)            |
| 2016/17 | 12     | 7     | 5           | 0         | Halbfinale (2/7)          |
| 2017/18 | 12     | 7     | 4           | 1         | Viertelfinale (3/7)       |
| 2018/19 | 12     | 2     | 10          | 0         | Vorrunde (7/7)            |
| 2019/20 | 12     | 8     | 4           | 0         | Halbfinale (1/7)          |